# Heinrich Kuhl
Heinrich Kuhl (17. september 1797 i Hanau – 14. september 1821 i Bogor) var en tysk naturhistoriker og zoolog.
Kuhl begyndte sin korte videnskabelige karriere som assistent for Coenraad Jacob Temminck ved det naturhistoriske museum i Leiden. Her publicerede han i 1817 en monografi om flagermus, og to år senere kom Conspectus psittacorum om papegøjer. Han skrev også den første monografi nogensinde om stormfugle, og en liste over alle fugle i Edmé-Louis Daubentons Planches Enluminees.
I 1820 rejste han, sammen med vennen Johan Coenraad van Hasselt, til Java i Hollandsk Ostindien for at studere dyrelivet på øen. Til museeet i Leiden sendte han 200 skeletter, 200 pattedyrskind fra 65 arter, 2000 fugleskind, 1400 fisk, 300 krybdyr og amfibier, samt mange insekter og krebsdyr.
Det hårde arbejde, og det tropiske klima, blev for meget for Kuhl, og i 1821 døde han af en leverinfektion, tre dage før han fyldte 24 år. Van Hasselt fortsatte indsamlingsarbejdet, men døde selv to år senere.
Kuhlflagermus (Pipistrellus kuhlii), som er udbredt i Middelhavsområdet, er opkaldt efter Heinrich Kuhl.